# Континентальний шельф США
Континентальний шельф США включає весь континентальний шельф прилеглий до США. У контексті міжнародного права, як це визначено в Конвенції Організації Об'єднаних Націй з морського права, це морське дно і надра підводних районів, над якими Сполучені Штати Америки здійснюють суверенні права.
Особливістю політичної географії США є наявність Зовнішнього континентального шельфу США.